# Jeanne Aguzarova
Jeanne Aguzarova (russe : Жа́нна Хаса́новна Агуза́рова) , née le 7 juillet 1962,  est une chanteuse russe,,,,,,,,. 
Elle a été membre du  groupe « Bravo », avant de poursuivre sa carrière en solo.
Elle est connue pour son extravagance.

## Biographie
Selon certaines informations, elle serait née dans le village de Turtas, district d'Uvat, dans la région de Tioumen.
Elle a passé son enfance dans le village de Boïarka, district de Kolyvan, dans la région de Novossibirsk, où sa mère, Lioudmila Savtchenko, travaillait comme pharmacienne.
Son père est Khasan Aguzarov (de nationalité ossète).
Jeanne a obtenu son diplôme de l'école secondaire en 1977 dans le village de Kolyvan, dans la région de Novossibirsk. 
La chanteuse elle-même cache avec diligence les détails de la biographie, de sorte que différentes versions peuvent être trouvées dans différentes sources.
Elle a tenté en vain de s'inscrire dans plusieurs écoles de théâtre (à Novossibirsk, Rostov-sur-le-Don et Sverdlovsk). Elle a vécu quelque temps à Rostov-sur-le-Don.
En 1982, elle est arrivée à Moscou et est entrée à l'école professionnelle n ° 187 pour étudier le métier de peintre.
Cependant, Aguzarova entra bientôt dans les cercles bohémiens de Moscou, où elle était connue sous le pseudonyme Ivanna (plus tard Yvonne) Anders (selon Jeanne elle-même, elle devait vivre sous un pseudonyme en raison de l'absence de son passeport, dans le faux passeport elle a corrigé le nom « Ivan » à « Ivanna », se présentant comme une fille de diplomates).  
Elle a essayé de trouver un travail de soliste dans le groupe « Krematorii ».
En 1983, elle rejoint le groupe « Bravo » (qui portait alors le nom de « Postscript »).
Déjà, le premier enregistrement de vingt minutes du groupe « Bravo » avec un nouveau soliste était un grand succès.

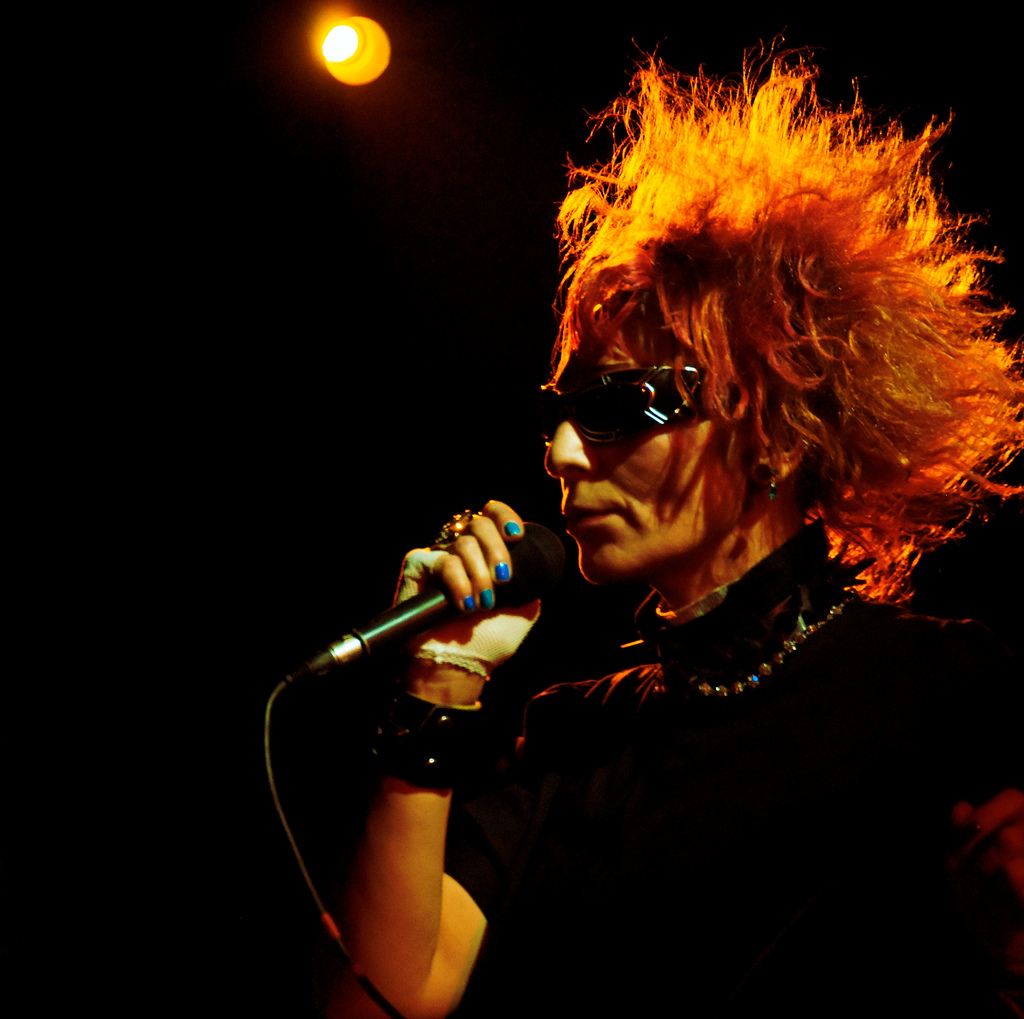
Jeanne Aguzarova

En 1984, lors d'une campagne de persécution des musiciens rock par les autorités soviétiques, elle fut arrêtée lors d'un concert (le 18 mars) avec le groupe. 
En raison de la découverte du passeport d’Aguzarova sous un autre nom, elle fut d'abord placée à la prison de Boutyrka, puis à l'Institut de psychiatrie légale de Serbsky, où elle fut jugée raisonnable, puis envoyée au camp de travaux forcés dans l'entreprise du bois de la région de Tioumen pendant un an et demi.
À son retour à Moscou, Jeanne a continué à travailler dans le groupe « Bravo ».
En 1986, le groupe était représenté par Alla Pougatcheva à la télévision de Léningrad, dans le programme « Ring musicale ».
À partir de cette année, la popularité du groupe Bravo, et en particulier de la voix puissante Aguzarova, a commencé à croître (surtout après avoir joué au Rock Panorama-86 en mai et après la tournée du pays); En 1987, la société « Melodiya » a publié le premier album du groupe « Bravo ».
En 1986, Aguzarova a également collaboré avec le groupe « Avenue de nuit », a participé à un concert de soutien aux victimes de Tchernobyl (a chanté la chanson « Je crois »), a participé à l'enregistrement d'une chanson « En fermant le cercle ».
En tant que membre du groupe « Bravo », elle a participé au festival de musique "Lituanica-86".
Parmi les chansons les plus célèbres remontant à la participation d’Aguzarova au groupe Bravo figurent « Bottes jaunes », « Je crois », « Le Pays merveilleux », « Ancien hôtel », « Les chats ».
La chanson « Le Pays merveilleux » d’Aguzarova est présente sur la bande originale du film « Assa ».
À la fin de 1987, la popularité de « Bravo » commença à s'estomper et, en 1988, Aguzarova quitta le groupe et entreprit une carrière solo.
En 1989, Zhanna a interprété de nouvelles chansons dans le programme « Ring musicale ».

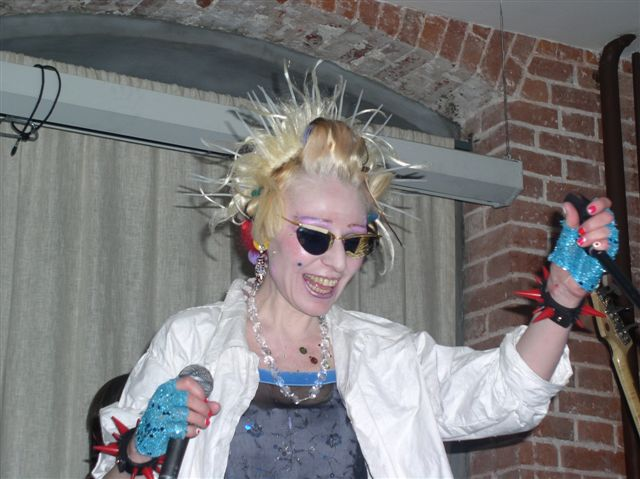
Jeanne Aguzarova (2004)

En 1990, elle obtient son diplôme de l'école de musique Ippolitov-Ivanov, enregistre l'album solo « L'album russe » et travaille brièvement au théâtre d'Alla Pugacheva.
En 1991, elle a déménagé à Los Angeles (États-Unis), où elle a travaillé au restaurant «La Mer Noire», d'où elle est partie deux ans plus tard en raison de désaccords avec la direction - lors de ses discours, Aguzarova improvisait souvent, ce qui ne convenait pas aux propriétaires du restaurant.
En Amérique, en 1993, elle a enregistré avec Vassili Choumoff un album de remakes des chansons du groupe « Center » intitulé « Nineteen Ninety’s » (et avant cela, en 1992, elle a participé à l’enregistrement de l’album « Tectonique » de Choumoff).
En 1993, elle a participé à la tournée du groupe Bravo dans les pays de l'ex-Union soviétique, consacrée au 10e anniversaire de l'équipe. 
Les détails de la vie de la chanteuse aux États-Unis sont peu connus; On sait cependant qu'elle y a travaillé pendant un certain temps en tant que DJ, puis en tant que chauffeur au Centre international des célébrités.
Le publiciste et écrivain Igor Svinarenko confirme cette version:« Je me souviens que dans les années 1990 frénétiques, alors que je me rendais aux Oscars en Californie, j'ai rencontré par hasard deux fois Jeanne Aguzarova, propriétaire d'une voix magique, qui, bien sûr, travaillait comme « limodriver ». Ils disent qu'elle est toujours revenue ici et chante, fatiguée de tourner le volant. " 
Elle est retournée en Russie, le 25 mai 1996.
Elle a pris part à la campagne électorale de Boris Eltsine « Votez ou perdez."
Elle a joué dans le film musical «Les vieilles chansons sur l'essentiel 2».
En 1998, elle participa à la prochaine tournée anniversaire du groupe « Bravo », mais, n'ayant joué que cinq concerts, elle se rendit à Moscou.
Actuellement, elle donne des concerts, principalement en club
La base de son répertoire de concert est le matériau de « L'album russe » et les chansons du groupe Bravo des années 1980; Jeanne interprète également plusieurs nouvelles chansons, «Maïa» et d'autres, qui ressemblent au style des chansons du groupe «Bravo» et se différencient principalement par leurs arrangements.

## Le style
Jeanne se comporte sur la scène de manière très choquante et imprévisible (c'est pourquoi elle a été surnommée « la déesse de l'indignation » par les journalistes), elle s'habille extrêmement excentrique - à la limite du kitsch.
Dans ses quelques interviews, elle parle souvent de son origine extraterrestre et de ses « relations internes » avec les Martiens.

## Réalisations créatives
- Elle a publié 10 albums.
- Elle a joué dans 10 vidéos.
- La chanteuse numéro 3 après Sofia Rotaru et Alla Pougatcheva en 1986-1988, selon l'enquête « Moskovski Komsomolets »[17].
- La meilleure chanteuse en 1996 selon une enquête du magazine "OM"[18].
- Elle a effectué des tournées en Finlande, en Tchécoslovaquie, en Corée, en Suède, en Hongrie, en Pologne, en Italie, en Israël et aux États-Unis.
- Elle a joué dans les films « Bravo » et « Jeanne en Israël ».
- La bande originale des films « Disc jockey », « Assa » et autres.
- Médaille d'or en Corée pour sa contribution à la cause de la paix[19].
- Citoyen d'honneur de la ville de Cernusco (Italie).
- Elle participe à des événements caritatifs - au fonds des victimes du séisme en Arménie, au fonds des enfants, au fonds des victimes de l'accident de la centrale nucléaire de Tchernobyl, etc.
- Les encyclopédies musicales[20], publiées sur le territoire de la Russie, comprenaient une section consacrée à Jeanne Aguzarova.
- Sur la scène depuis 1983. Elle a commencé la voie créative dans le groupe Bravo. Le premier concert a eu lieu en décembre 1983 dans une disco à Krylatskoïe.

## Dates mémorables (brièvement)
- 1986 - Première représentation à la télévision[21] de l'émission « Ring musicale » avec l'aide de Alla Pougatcheva.
- 1986 - Performance au Rock Panorama[22].
- 1987 - Concerts, festivals. Cette année, le premier concert solo a eu lieu au complexe sportif « Olympique ». Sur la Melodiya » vient le disque de musique de « Bravo ».
- 1989 - Début d'une carrière solo et publication du légendaire « L'album russe ». La même année, elle remporte la chanteuse polonais M.Ostrovsku[23] dans le programme « Ring musicale » avec « L'album russe ». Elle visite les villes de l'Union soviétique, est filmée à la télévision, enregistrée à la radio.
- En octobre 1990 - part pour l'Amérique (aux États-Unis, Los Angeles). Elle entame un travail de soliste avec l'ensemble musical du restaurant « Black Sea » (« La mer Noire »).
- 1992 - elle se réunit avec le groupe « Bravo » pour participer à une tournée des villes d'Israël (Tel Aviv, Jérusalem, etc).
- En octobre 1993 - elle participe à la tournée anniversaire « Bravo 10 ». Elle mène triomphalement cette tournée, malgré la situation semi-militaire dans le pays, 32 concerts dans les villes de la CEI.
- 1996 - elle rentre à Moscou et participe, avec d’autres stars, à la campagne « Votez et gagnez » aux élections présidentielles[24].
- 2011 - elle a doublé le personnage du Ki martien dans le film d'animation « Milo sur Mars »[25].